# Arkansas State Route 35
Die Arkansas State Route 35 (kurz AR 35) ist eine in Nord-Süd-Richtung verlaufende State Route im US-Bundesstaat Arkansas.
Die State Route beginnt am Interstate 30 nahe Benton südwestlich von Little Rock, der Hauptstadt Arkansas, und endet nahe Sheridan am U.S. Highway 167. Die Orte Bauxite und Tull liegen an der State Route.